# Strada statale 378 di Altamura
La ex strada statale 378 di Altamura (SS 378), ora strada provinciale 12 di Altamura (SP 12) in provincia di Barletta-Andria-Trani e strada provinciale 238 di Altamura (SP 238) nella provincia di Bari, è una strada provinciale italiana che collega la città costiera di Trani con quella interna di Altamura.

## Storia
La SS 378 venne istituita nel 1962 con il seguente percorso: "Innesto S.S. 16 a Trani - Corato - Parisi - innesto S.S. 96 ad Altamura."

## Percorso
La strada ha inizio nel centro abitato di Trani, dove si innestava sul tratto ormai dismesso della strada statale 16 Adriatica che attraversava la città (l'attuale Via Aldo Moro nei pressi della Piazza della Repubblica e di Corso Cavour).
Esce in direzione sud (nell'attuale Via Sant'Annibale Maria di Francia), superando il nuovo tracciato della SS 16 (a cui si può accedere tramite lo svincolo Trani centro), la strada provinciale Andria-Bisceglie e l'A14 Bologna-Taranto (a cui si può accedere tramite il casello di Trani).
Entra quindi nella provincia barese, attraversando Corato (dove incrocia la ex strada statale 98 Andriese-Coratina e poco oltre il centro abitato la ex strada statale 170 di Castel del Monte) e il territorio delle Murge.
Poco lontano dall'abitato di Gravina di Puglia, la strada devia verso sud-est, raggiungendo Altamura (l'attuale Via Parisi) dove storicamente si innestava nel tracciato dismesso della strada statale 96 Barese (attuale incrocio tra Via Vittorio Veneto e Via Gravina, pieno centro cittadino), ormai sostituito da un tratto in variante esterno alla città.
In seguito al decreto legislativo n. 112 del 1998, dal 2001 la gestione è passata dall'ANAS alla Regione Puglia, che ha provveduto al trasferimento dell'infrastruttura al demanio della Provincia di Bari. Con l'istituzione della Provincia di Barletta-Andria-Trani ed il trasferimento del tratto competente al suo demanio, dal 1º giugno 2010 la provincia gestisce operativamente il tratto in questione.

## Tracciato
Tratto Trani - Corato
| Ex di Altamura 1º Tratto Trani-Innesto SP 231 presso Corato |                                            |      |                         |           |
| Tipo                                                        | Indicazione                                | ↓km↓ | Note                    | Provincia |
|                                                             | Trani - Via Sant'Annibale Maria di Francia | 0,0  |                         | BT        |
|                                                             | Andria Barletta                            | 0,1  |                         | BT        |
|                                                             | Andria Bisceglie                           | 2,0  |                         | BT        |
|                                                             | Stazione di Servizio                       | 3,1  | Corsia direzione Corato | BT        |
|                                                             | Bologna-Taranto Napoli-Canosa              | 3,8  |                         | BT        |
|                                                             | dir A Corato                               | 8,4  |                         | BA        |
|                                                             | Foggia Andria                              | 10,3 |                         | BA        |
| Bari                                                        | 10,4                                       |      |                         | BA        |

Tratto Corato - Altamura
| Ex di Altamura 2º Tratto Innesto SP 231 presso Corato - Altamura |                                                                |      |                         |           |
| Tipo                                                             | Indicazione                                                    | ↓km↓ | Note                    | Provincia |
|                                                                  | Bari Ruvo di Puglia                                            | 11,1 |                         | BA        |
|                                                                  | Corato - Via Gravina Stadio Comunale Inversione di marcia      | 11,2 |                         | BA        |
|                                                                  | Ruvo di Puglia Minervino Murge Spinazzola Castel del Monte     | 15,0 |                         | BA        |
|                                                                  | Ruvo di Puglia Calentano Santuario di Santa Maria di Calentano | 17,0 |                         | BA        |
|                                                                  | Poggiorsini                                                    | 24,6 |                         | BA        |
|                                                                  | Masseria Modesti                                               | 29,6 |                         | BA        |
|                                                                  | Ruvo di Puglia                                                 | 39,8 |                         | BA        |
|                                                                  | Gravina in Puglia                                              | 43,2 |                         | BA        |
|                                                                  | Contrada Parisi                                                | 45,6 |                         | BA        |
|                                                                  | Ruvo di Puglia Gravina in Puglia Spinazzola                    | 47,0 |                         | BA        |
|                                                                  | Stazione di Servizio                                           | 52,5 | Corsia direzione Corato | BA        |
|                                                                  | Ruvo di Puglia Santuario di Maria Santissima del Buoncammino   | 53,4 |                         | BA        |
|                                                                  | Ferrovia Rocchetta Sant'Antonio-Gioia del Colle                | 53,5 |                         | BA        |
|                                                                  | Altamura - Via Parisi                                          | 53,6 |                         | BA        |